# Río Hurtado
Río Hurtado este o comună din provincia Limarí, regiunea Coquimbo, Chile, cu o populație de 4.137 locuitori (2012) și o suprafață de 2117,2 km2.